# Кацівелі
Каціве́лі (крим. Katsiveli) — селище в Україні, у складі Ялтинського району Автономної Республіки Крим.

## Опис
Назва Кацивелі, що в перекладі з генуезької означає «маленька фортеця», згадується ще в ХV столітті, коли князі князівства Феодоро займалися будівництвом оборонних споруд на Південному березі Криму.
Розташоване за 2,5 км на захід від селища Сімеїз, поблизу автотраси Н19 Севастополь—Феодосія; входить до складу Сімеїзької селищної ради. Населення — 658 осіб, переважна більшість з яких — росіяни. Пов'язане з Сімеїзом автобусним сполученням.

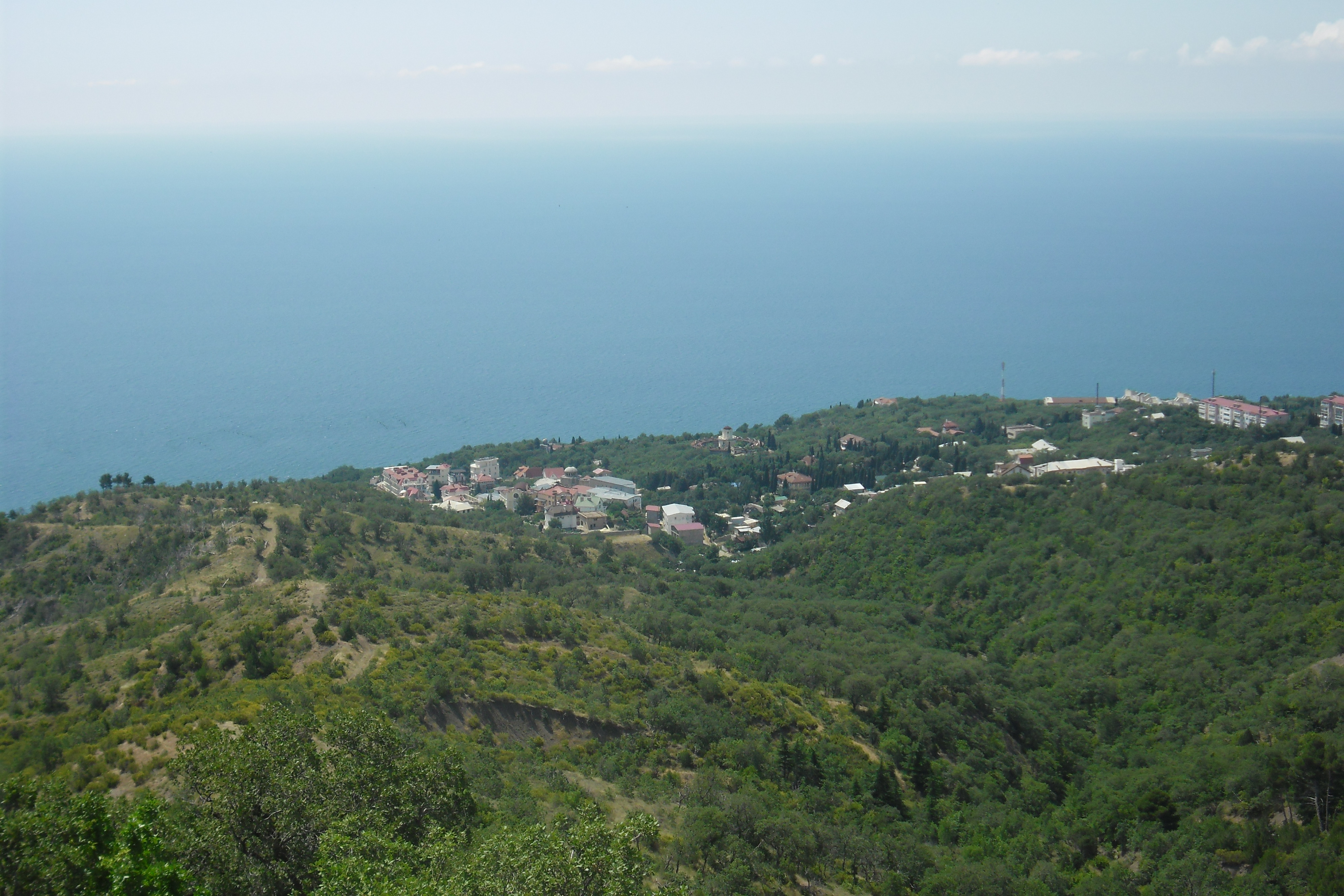
Кацівелі-ракурс.

## Історія
Згідно давньогрецьким і римським письмовими джерелами, в період з IV ст. до н. е. по I ст. н. е. територія південного Криму була заселена таврами. В околицях Кацівелі археологами виявлені традиційні поховання таврів у кам'яних ящиках. В II ст. н. е. таврів замінюють римляни. У III—IV ст., в епоху Великого переселення народів на цю територію приходять племена готів, а потім кочівники гуни. У V ст. на Південному березі Таврики проживали візантійці. Тут у них було 30 поселень. У VIII ст. в період інтенсивного розвитку феодальних відносин на Південнобережжі виникають храми, укріплення, притулки, аналогічні Лімен-Ісар, розташованому на горі Кішка.
Раніше Кацівелі входив до складу села Кікенеїз (за однойменною назвою мису, на якому розташоване селище).
В урочищі Кацівелі будувалися дачі і невеликі маєтки для літнього відпочинку. У статистичному довіднику Таврійської губернії (1915 р.) згадується про 12 таких дач.
У 1886 р. земельну ділянку на околиці селища придбав художник Архіп Куїнджі, а 1888 року він став власником Кікенеїза.
Селище почало розвиватися після того, як 1929 року на мисі Кікенеїз група гідрофізиків під керівництвом В. Шулейкіна заснувала Чорноморську гідрофізичну станцію. До війни співробітники станції на невеликому суденці «Юлій Шокальський» здійснили декілька експедиційних подорожей Чорним морем. У 1949 р. на базі станції був заснований Московський гідрофізичний інститут. У Кацівелі залишився філіал інституту (ЧВМГІ).
У 1963 році інститут передали у розпорядження АН України. На базі експериментального відділення гідрофізичного інституту обладнано морський експериментальний полігон. За 0,5 км від берега на фундаменті, розташованому на 35-метровій глибині, установлено першу в Європі океанографічну платформу для гідрофізичних досліджень.
У 60-х рр. у ЧВМГІ був побудований штормовий басейн — аерогідродинамічна труба у вигляді кільця, в якому хвиля, що розгониться від 20 потужних вентиляторів, не зустрічає перешкод і рухається ніби в умовах відкритого моря. Тут проводилися одні з перших досліджень із гідродинаміки дельфінів.

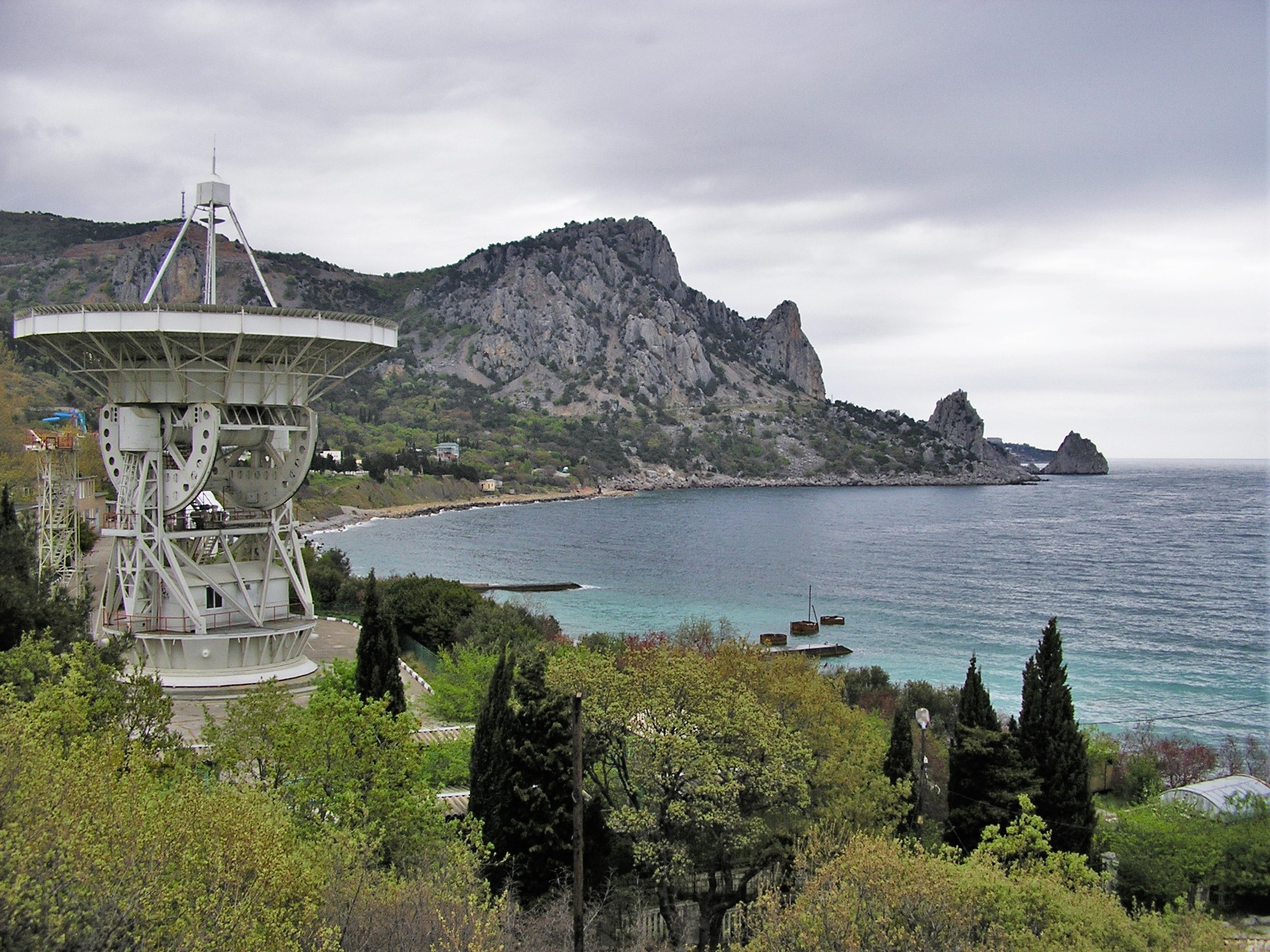
Симеїзька обсерваторія

Великий вплив на розвиток селища справляла і Кримська астрофізична обсерваторія, відділ радіоастрономії якої розташований на стику між селищами Сімеїз і Кацівелі. У 1966 р. тут було встановлено перший у світі радіотелескоп із діаметром дзеркала 22 м. (РТ-22). Лише в 1968 р. аналогічний радіотелескоп було побудовано в обсерваторії Грін Бенк в штаті Західна Вірджинія. Вперше два потужні інструменти працювали за загальною програмою міжконтинентальної інтерферометрії в жовтні 1969 р. Тоді кожен радіотелескоп приймав радіовипромінювання від далекого космічного об'єкта на хвилях 3 і 6 см. Два телескопи працювали як один інструмент. За рахунок різниці відстаней між телескопами (близько 9 тис. км) з'явилася можливість вимірювати відстані до космічних об'єктів із більшою точністю.
Інша наукова установа, розташована в Кацівелі, — Кримська наукова станція Фізичного інституту ім. П. Лебедєва, яка була споруджена в західній частині селища. Станція, заснована в 1948 р., тривалий час була єдиною потужною наглядовою радіоастрономічною станцією в Європі. У 1952 р. роботи на станції очолив В. Віткевич. Тоді він почав свій експеримент. Щороку приблизно 15 червня Сонце в своєму русі опиняється на одній прямій між Землею і знаменитою Крабоподібною туманністю. Туманність є потужним джерелом радіовипромінювання, і цим випромінюванням, немов рентгеном, просвічувалося Сонце. В результаті досліджень В. Віткевичу вдалося відкрити надкорону Сонця.
Поряд із КНС ФІАН розташовано відділення Інституту матеріалознавства. В адміністративній будівлі ЧВМГІ розгорнуто постійно діючу виставку, присвячену життю і діяльності В. Шулейкіна.

## Соціальна сфера
У селищі є дитячий садок, поштове відділення. Останнім часом селище розвивається як курорт. Працює Будинок творчості вчених НАН України.